# Dale Earnhardt
Ralph Dale Earnhardt (ur. 29 kwietnia 1951 w Kannapolis, Karolina Północna, zm. 18 lutego 2001 w Daytona Beach, Floryda) – amerykański kierowca wyścigowy. Członek NASCAR Hall of Fame.
Najbardziej znany ze startów w serii NASCAR, w której zdobył 7 tytułów mistrzowskich wygrywając w 76 wyścigach. Zginął w wypadku podczas ostatniego okrążenia wyścigu Daytona 500 w 2001. Po jego śmierci władze NASCAR rozpoczęły prace nad projektem Car of Tomorrow opracowanym na potrzeby wyścigów serii Sprint Cup, które miały na celu poprawienie bezpieczeństwa kierowców, dzięki wprowadzeniu nowoczesnych rozwiązań takich jak system HANS, zwiększenie atrakcyjności widowiska wyścigów oraz obniżenie kosztów produkcji samochodu Sprint Cup.